# جان فوچر
جان فوچر (انگلیسی: Johannes Focher؛ زادهٔ ۲۰ ژانویهٔ ۱۹۹۰) بازیکن فوتبال اهل آلمان است.
از باشگاه‌هایی که در آن بازی کرده‌است می‌توان به باشگاه فوتبال اشتورم گراتس و باشگاه فوتبال بروسیا دورتموند اشاره کرد.